# 牧裕三
牧 裕三（まき ゆうぞう、1977年2月5日 - ）は、日本のキックボクサー。東京都出身。身長170cm、体重58kg。アクティブJ所属。元J-NETWORKバンタム級王者。